# Masinissa
Masinissa, född 238, död 148 f.Kr., var en numidisk kung som var allierad med Karthago i början av det andra puniska kriget. Han gick dock över till romarna i ett senare skede av kriget. Som tack för sina insatser åtnjöt han romerskt beskydd efter kriget, vilket han utnyttjade till att utvidga sitt kungarike på Karthagos marker. Men karthagerna tröttnade på hans småkrig och slog tillbaka, vilket av Rom ansågs som ett brott mot fredsvillkoren och började det tredje puniska kriget. Han var make till Sofonisba.
Masinissa efterträddes som kung av sin äldste son Micipsa.